# Tirana
Tirana (albaneză: Tiranë sau Tirana) este capitala și cel mai mare oraș din Albania. Este situat la 41.33°N, 19.82°E în districtul și județul cu același nume. Are o populație estimată oficial la 616.396 în 2008. Fondată în 1614, a devenit capitala Albaniei în 1920.
Situată pe râul Ishm, Tirana este centrul industrial și cultural al Albaniei. Principalele industrii sunt cea de produse agricole, textile, farmaceutice și a metalurgice. Tirana a trecut printr-o perioadă de creștere economică și dezvoltare, cunoscând noi industrii, după anii 1920.
Tirana încearcă în prezent să își promoveze calitatea turistică, deși acest efort este contracarat de instabilitatea politică din regiune, datorată conflictelor militare din anii 1990 din Albania și Bosnia și Herțegovina, Kosovo și Macedonia.

## Geografie
Municipalitatea Tirana este locată la 41.33°N, 19.82°E în Districtul Tirana, Județul Tirana, pe râul Ișem, la aproximativ 32 km de coastă. Tirana e situată la 110 m deasupra nivelului mării și cel mai înalt punct, Mali me Gropa, este la 1828 m. Orașul este înconjurat de dealuri, cu Dajiti la est și o mică vale la nord-vest, cu vedere la Marea Adriatică. 
Râul Tirana trece prin oraș, iar Lane trece prin apropierea orașului. Municipalitățile ce se învecinează cu capitala albaneză sunt  Paskuqan, Dajt, Farkë, Vaqarr, Kashar și Kamëz.
Orașul are patru lacuri artificiale: Lacul Tirana, în jurul căruia a fost construit Big Park, Lacul Paskuqan, Lacul Farka și Lacul Tufina.
Tirana e pe aceleași paralele ca și Napoli, Madrid, Istanbul și New York. Capitala Albaniei se află pe aceeași meridian ca Budapesta și Cracovia.

## Starea actuală
Deși orașul a progresat mult, criticii spun că viitorul capitalei nu este clar. Unele dintre problemele legate de viitorul Tiranei sunt pierderea proprietății publice din cauza construcțiilor haotice și ilegale, drumurile neasfaltate de la periferie, degradarea lacului artificial Tirana, reabilitarea Pieței Skanderbeg, aerul poluat, construcția autogării centrale și spațiul pentru parcări. Planuri pentru dezvoltarea orașului includ continuarea legalizării construcțiilor ilegale, construirea părții sudestice a șoselei de centură, a unui sistem de transport prin tramvaie, reabilitarea gării și a zonei înconjurătoare.

## Transport
Drumurile naționale SH1, SH2 și SH3 se întâlnesc în Tirana. Construcția unei șosele de centură a început în 2011. În viitorul apropiat, Tirana va avea un centru pentru transport care va combina toate modurile de transport în apropierea cartierului Kashar.

### Autobuz
Transportul local în Tirana se face cu autobuzul sau cu taxiul. Taxiurile oficiale au plăcuțe de înmatriculare galbene, cu înscris roșu.
Serviciile de maxi-taxi și furgonete au curse disponibile până la mare și în nordul și sudul țării. Autobuze internaționale oferă curse spre Grecia, prin  Korçë sau Kakavije, spre Kosova[a] prin noua autostradă Durrës-Morine și spre Macedonia prin Struga.
Există o aplicație Android pentru transportul public în Tirana, care include liniile de transport public, direcțiile, timpul de plecare  pentru transportul cu autobuzul. O aplicație Android este disponibilă pentru descărcare în Google Play Apps.

### Tren
Transportul pentru persoane oferă servicii pentru Durrës și Librazhd prin Elbasan. Traseul de la Librazhd la Pogradec a fost anulat în 2012. Gara este la nord de Piața Skanderbeg, lângă autogara de la capătul nordic al bulevardului Zogu I. Nu există servicii pentru transport de persoane pe rute internționale, dar există posibilitatea transportului de marfă către Muntenegru.

### Transport aerian

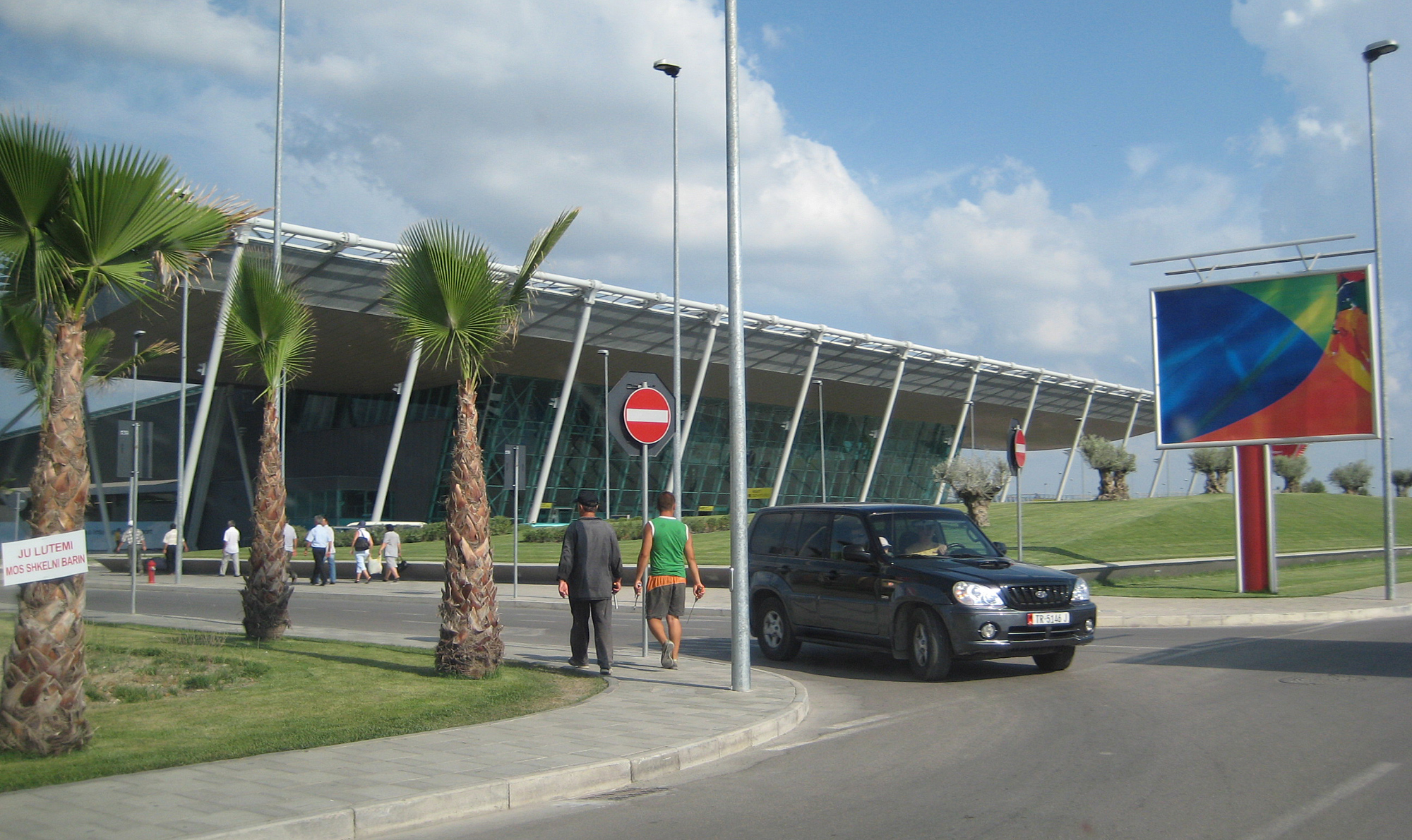
Aeroportul Internațional „Maica Tereza” din Tirana

Aeroportul Internațional „Maica Tereza” (Nënë Tereza in Albanian), cunoscut și ca Rinas Airport a fost reconstruit în 2007. Aeroportul se află la 15 kilometri nortvest de oraș, pe drumul spre Durrës. Liniile aeriene ce zboara spre Rinas includ Albanian Airlines. Există zboruri spre Atena, Londra, Rimini, Bari, Genova, Roma, Bologna, München, Frankfurt, Istanbul și Viena, printre altele. Este unul dintre cele mai mari aeroporturi din regiune. Există și câteva linii de transport aerian străine ce trec prin Aeroportul Rinas: Alitalia (din Roma și Milano), British Airways (de la Aeroportul Londra Gatwick), Austrian Airlines (de la Viena), Adria Airways (Ljubljana), Air Serbia (Belgrad), Lufthansa (München), Olympic Air (Atena), și Turkish Airlines (Istanbul). Pe timpul verii există zboruri directe din JFK, New York.

### Transport maritim

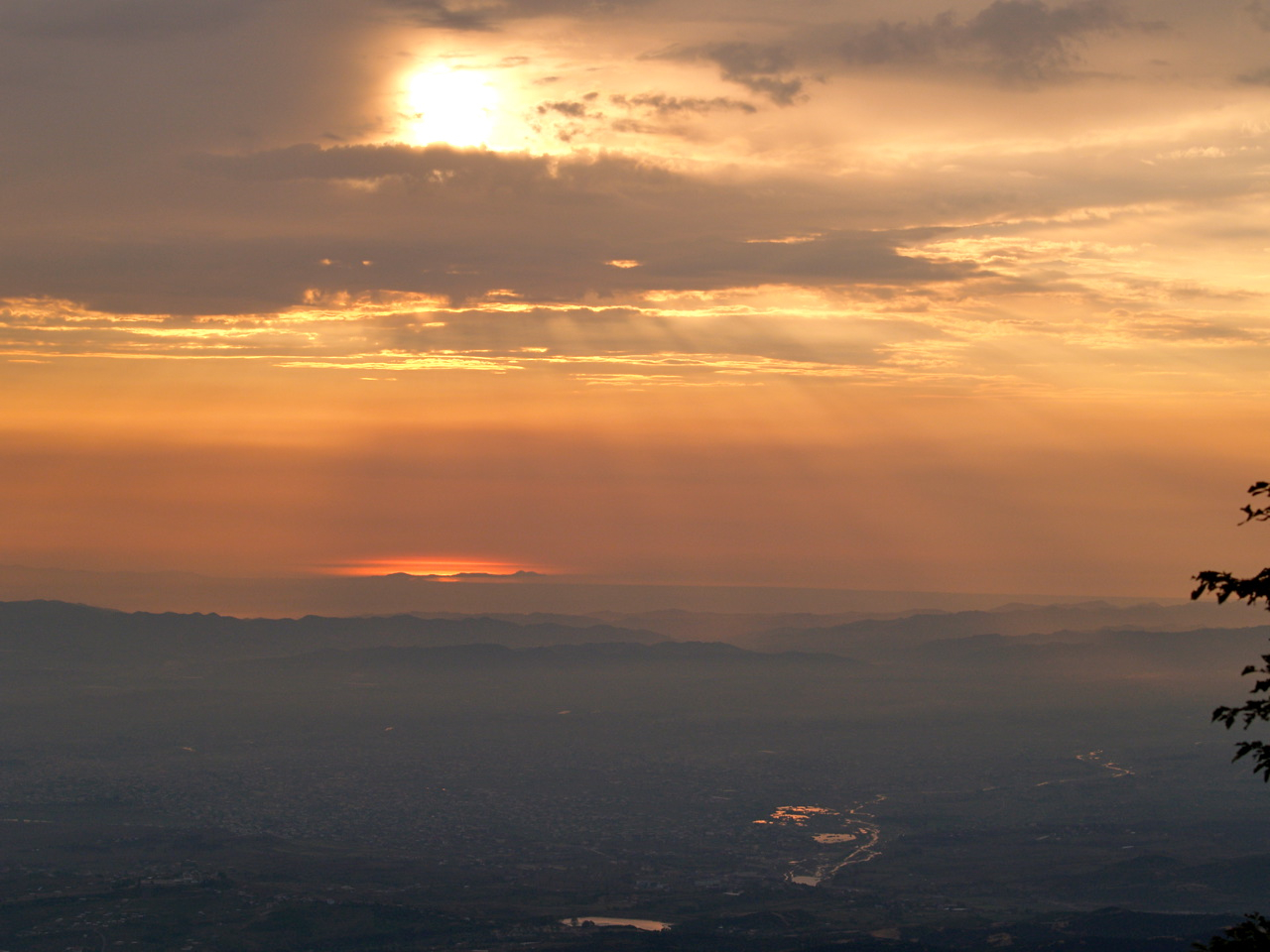
Apusul deasupra Mării Adriatice

Tirana este deservită de portul Durrës, 36 km distanță de Tirana. Există curse cu feribotul spre Trieste, Ancona, Otranto, Brindisi, Bari, Genova (Italia), Zadar, Dubrovnik (Croația), Koper (Slovenia), Bar (Muntenegru), Corfu (Grecia) etc. Kavaja face parte din districtul Tirana.

### Transport cu bicicleta
Bicicletele se pot închiria din patru puncte în Parcul Rinia și de-a lungul bulevardelor Deshmoret și Kombit. Sistemul face parte din programul Ecovolis lansat în 2011. Închirierea pentru o zi întreagă a unei biciclete costă 100 leks. Mersul cu bicicleta în Tirana este considerat o activitate periculoasă, și nu sunt multe căi pentru biciclete. În ultimii ani totuși s-au construit multe benzi pentru autobuze și biciclete pe străzile principale. Există și câteva benzi destinate exclusiv uzului bicicletelor pe trotuarele din împrejurimea Pieței Skanderbeg, râului Lana și pe strada Kavaja.

## Educație
- École pour l'informatique et les nouvelles technologies

## Personalități născute aici
- Rexhep Meidani (n. 1944), fost președinte al Albaniei;
- Fatos Nano (n. 1952), fost premier;
- Bamir Topi (n. 1957), fost președinte;
- Edi Rama (n. 1964), pictor, politician;
- Irma Kurti (n. 1966), scriitoare;
- Pandeli Majko (n. 1967), fost premier;
- Masiela Lusha (n. 1985), actriță.